# Папа Бенедикт II
Папа Бенедикт II (лат. Benedictus Secundus; 8. мај 685.) је био 81. папа од 26. јуна 684. до 8. маја 685.